# 森田初恵
森田 初恵（もりた はつえ、1982年〈昭和57年〉8月28日 - ）は、日本の政治家。埼玉県川越市長（1期）。元裁判官。

## 来歴
埼玉県川越市出身。川越市立今成小学校、川越市立富士見中学校、お茶の水女子大学附属高等学校を経て、早稲田大学法学部卒業。
2008年（平成20年）裁判官任官。その後、東京、大阪、札幌、さいたま（本庁及び川越支部）等で勤務後、2024年（令和6年）裁判官退官。
2025年（令和7年）1月26日投開票の川越市長選挙に元埼玉県議会議員の山根史子、元川越市議会議員の樋口直喜、元川越市議会議長の小野沢康弘を破り初当選した。川越市政初の女性市長でもある。※当日有権者数：290,543人 最終投票率：33.66%（前回比：+11.61pts）
開票結果は、当選 森田初恵（42歳）無所属 新 33,135票（34.39%）、山根史子（40歳）無所属（自由民主党、立憲民主党、国民民主党推薦）新 25,959票（26.94%）、樋口直喜（41歳）無所属 新 24,714票（25.65%）、小野沢康弘（70歳）無所属 新 12547票（13.02%）だった。
選挙戦では、学校給食の無料化、デマンド型交通の充実、企業誘致などを訴えた。
当選後のインタビューでは、対立候補の山根が与野党相乗りだったことを意識して「政党の枠を超えて日に日に応援する人が増え手応えを感じていた。まずは学校給食無料化を実現して未来の子供たちの投資をしていきたい」と話した。